# Burgthann
Burgthann település Németországban, azon belül Bajorországban. Lakosainak száma 11 860 fő (2023. december 31.).

## Népesség
A település népessége az elmúlt években az alábbi módon változott:
| Lakosok száma | 550  | 1452 | 7449 | 9029 | 11 197 | 11 093 | 11 386 | 11 366 | 11 614 | 11 860 |
|               | 1875 | 1950 | 1975 | 1987 | 2012   | 2014   | 2016   | 2017   | 2021   | 2023   |